# 镇金镇
镇金镇，是中华人民共和国四川省资阳市简阳市下辖的一个乡镇级行政单位。2019年12月，撤销老龙乡，将其所属行政区域划归镇金镇管辖，镇金镇人民政府驻金桥新街38号。

## 行政区划
镇金镇下辖以下地区：
金桥社区、二郎村、方家沟村、凤亭村、河坝村、红庙山村、黄家厅村、凉水井村、南山坳村、牌坊村、彭庙村、平顶村、青竹沟村、糖坊村、田铺村、小湾村和镇金村。